# Большой Меч
Большой Меч — река в России, протекает по Таштагольскому району Кемеровской области.
Устье реки находится в 47 километрах от устья реки Большой Таз по правому берегу. Длина реки составляет 17 километров.

## Данные водного реестра
По данным государственного водного реестра России относится к Верхнеобскому бассейновому округу, водохозяйственный участок реки — Кондома, речной подбассейн реки — Томь. Речной бассейн реки — (Верхняя) Обь до впадения Иртыша.